# Interstimulus-Intervall
Als Interstimulus-Intervall (abgekürzt ISI) wird in der experimentellen Psychologie das Zeitintervall zwischen dem Auftreten zweier Reize (Stimuli) bezeichnet, also die Zeit vom Ende (offset) eines ersten Reizes bis zum Beginn (onset) eines folgenden Reizes.
Dagegen bezeichnet die Stimulus onset asynchrony (SOA) die Zeitspanne zwischen dem Beginn des ersten und dem des folgenden Reizes. Wenn {\displaystyle D} die Dauer des ersten Reizes bezeichnet, gilt folglich:
{\displaystyle ISI=SOA-D}
Eine besondere Rolle spielen diese Größen bei Experimenten zur Bewegungswahrnehmung, wie sie von Max Wertheimer 1912 erstmals in größerem Umfang durchgeführt wurden. Dabei werden einer Versuchsperson abwechselnd zwei visuelle Reize dargeboten, zunächst auf der linken und anschließend auf der rechten Seite. Abhängig von diesen Größen nehmen die Versuchspersonen unterschiedliche Phänomene wahr, insbesondere die Beta-Bewegung oder das Phi-Phänomen. Das Interstimulus-Intervall kann dabei auch negativ sein. Dies bedeutet, dass sich die Darbietungszeiten der beiden aufeinanderfolgenden Reize überlappen.
Eine spezielle Bedeutung hat des Interstimulus-Intervall in der Lernpsychologie. Beim Erwerb eines bedingten Reflexes wird der Zeitabstand zwischen dem Ende des konditionierten Stimulus und dem Beginn des unkonditionierten Stimulus so bezeichnet. Bei der klassischen Konditionierung unterscheidet man:
- simultan bedingte Konditionierung
- verzögerte Konditionierung
- Spurenkonditionierung
- rückwärts bedingte Reaktion

Ja nachdem, welches Reaktionssystem angesprochen wenden soll, gibt es unterschiedliche optimale Intervalle. Sogar bei einem Intervall von bis zu mehreren Stunden kann durch eine einmalige Kopplung eine Geschmacksaversion entstehen und diese Kopplung zu einer stabilen klassisch bedingten Reaktion führen.